# كونستانس دي سالم
كونستانس دي سالم (بالإنجليزية: Constance de Salm)‏ (7 سبتمبر 1767، نانت في فرنسا - 13 أبريل 1845، باريس في فرنسا)؛ كاتِبة وشاعرة فرنسية.